# Zuzana Částková
Zuzana Částková (* 1994, Frýdek-Místek) je česká divadelní a filmová herečka. Ztvárnila hlavní roli v oceňovaném krátkém filmu Electra.

## Život
Narodila se ve Frýdku-Místku. Vystudovala Masarykovo gymnázium v Příboře, později také Vyšší odbornou školu hereckou a Budilovu divadelní školu.[zdroj?]

## Tvorba
Zuzana Částková se věnuje hraní v divadle, televizi i ve filmu, pracuje také jako dabérka. Hraje v divadlech Letí, D21, Městské divadlo Kladno a v 3D Company. Ve filmech účinkovala v hlavní roli v animovaném experimentálním filmu Electra režisérky Darii Kaschcheevy. Snímek byl uveden na festivalu v Cannes a festivalu v Karlových Varech.

## Filmografie
- 2018: Modrý kód (seriál)
- 2018: Bohéma (seriál) – role: Nataša Gollová
- 2019: Policie Modrava
- 2022: Iveta (seriál)
- 2023: Kriminálka Anděl (film)Společně s Dariou Kashcheevou na premiéře filmu Electra v Cannes2023: Electra
- 2024: Jury of Twelve
- 2024: Kukaččí hnízdo

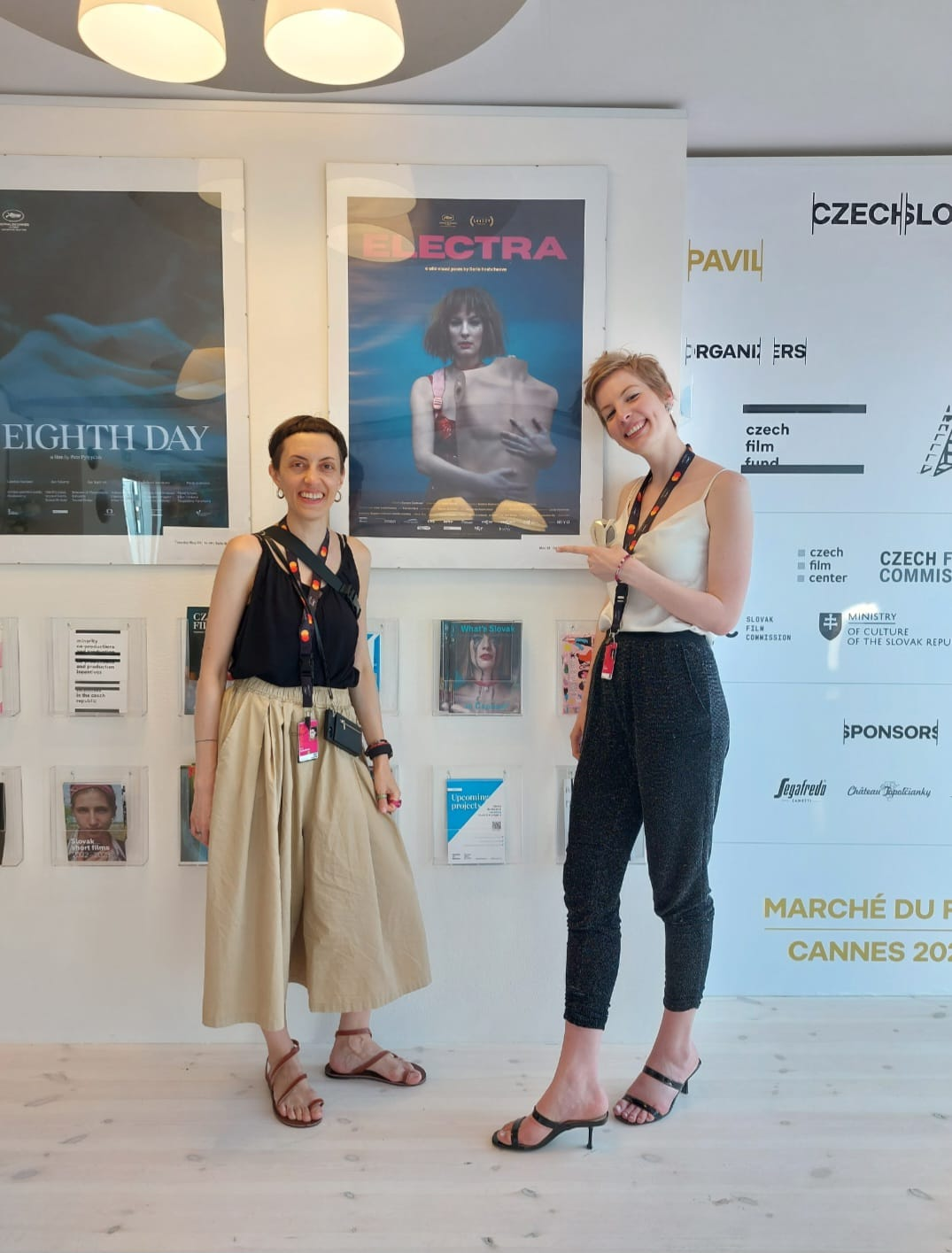
Společně s Dariou Kashcheevou na premiéře filmu Electra v Cannes

- 2025: Primum non nocere (krátký film)
- 2025: Kde končí láska